# Kostel Proměnění Páně a svatého Mikuláše
Kostel Proměnění Páně a svatého Mikuláše je dřevěná řeckokatolická stavba z 18. století nacházející na východně města Nová Paka ve svahu Husova kopce. Do Nové Paky byl přenesen z obce Obava nedaleko Mukačeva na Podkarpatské Rusi. Do Obavy se dostal v roce 1788 ze slovenské obce Smrečany. Původně byl zasvěcený Zesnutí Přesvaté Bohorodice.
Před zkázou ho v Obavě zachránil novopacký továrník Otto Kretschmer, který ho nechal v roce 1930 rozebrat a převézt na svůj pozemek na západním svahu Husova kopce v Nové Pace, kde vlastnil letohrádek. Zde kostel po řádné konzervaci znovu nechal postavit. Kostel je roubený ze silných dubových trámů, které k sobě těsně přiléhají až k temeni střechy. Střecha je stupňovitá, pokrytá šindelem. Střecha přečnívá a vytváří ze tří stran podsíň lemovanou sloupy. Vpředu nad vchodem a kruchtou je čtyřboká barokní věž zakončena osmihrannou bání se zasklenou lucernou a dvojitým křížem. Střechy nad lodí a kněžištěm jsou zakončeny menšími cibulovými báněmi. Do kostela se vchází pod kruchtou jednodílnými dveřmi, za kterými je část určena pro ženy, odtud lze stoupat na kruchtu a dále do věže. Podélná okna jsou malá a podlaha je z dubových špalíčků. Prostor mezi třemi vchody do kněžiště je vyplněn ikonickými obrazy světců, které opravil Karel Medlík, žák Václava Kretschmera. V presbyteriu je umístěn svatostánek, který měl sloužit k uschování uren majitelova rodu. V interiéru byly umístěny pozdně gotické sochy světců, plastiky Piety a Madony ze 16. století a bohatě zdobený oltář zhotovený koncem 17. století, dále ikonostas z roku 1812.
Po roce 1948 byl kostel zestátněn. Před likvidací ho zachránila až restituce po roce 1989, kdy byl kostel vrácen potomkům majitele. V interiéru se zachovala pouze původní měděná křtitelnice. Kostel byl po roce 1989 znovu vysvěcen a je propůjčován řeckokatolické i římskokatolické církvi[zdroj?]. Kostel je na seznamu kulturních nemovitých památek od 3. května 1958.